# 孙威
孙威（1183年—1240年），金朝末元朝初山西浑源人，善制铠甲。
他创制的提筋翎根铠，经过成吉思汗的亲自试射，箭不能透甲。蒙古人提拔他为顺天等路工匠都总管。儿子孙拱继承父职，制作铠甲，还制作迭盾，盾不用时可以折叠，便于携带。

## 延伸阅读
[在维基数据编辑]
 《元史/卷203》，出自宋濂《元史》
 《新元史/卷147》，出自柯劭忞《新元史》